# Satz von Whitehead-Serre
Der Satz von Whitehead-Serre ist ein mathematischer Lehrsatz aus der algebraischen Topologie, speziell der Homotopietheorie.
Homotopiegruppen topologischer Räume sind notorisch schwer zu berechnen, während es für die Berechnung der Homologiegruppen von CW-Komplexen einfache Algorithmen gibt. Der Satz von Whitehead-Serre besagt jedoch, dass für einfach zusammenhängende Räume die rationalen Homotopiegruppen ebenso einfach berechnet werden können wie die rationalen Homologiegruppen.
Er ist nach J. H. C. Whitehead und Jean-Pierre Serre benannt.

## Satz von Whitehead-Serre
Sei 
{\displaystyle f\colon X\to Y}
eine stetige Abbildung zwischen einfach zusammenhängenden Räumen. Dann sind die folgenden Bedingungen äquivalent:
- {\displaystyle f_{*}\otimes id\colon \pi _{*}(X)\otimes \mathbb {Q} \to \pi _{*}(Y)\otimes \mathbb {Q} } ist ein Isomorphismus.
- {\displaystyle f_{*}\colon H_{*}(X;\mathbb {Q} )\to H_{*}(Y;\mathbb {Q} )} ist ein Isomorphismus.

## Verwandte Sätze
Eng mit dem Satz von Whitehead-Serre hängt der Satz von Whitehead zusammen, dass eine stetige Abbildung zwischen einfach zusammenhängenden Räumen genau dann eine schwache Homotopieäquivalenz ist, wenn sie einen Isomorphismus der singulären Homologiegruppen induziert.
Weiterhin gilt für {\displaystyle r}-zusammenhängende Räume mit {\displaystyle r\geq 2}, dass der durch den Satz von Hurewicz gegebene Homomorphismus {\displaystyle \pi _{r}(X)\to H_{r}(X;\mathbb {Z} )} einen Isomorphismus
{\displaystyle \pi _{r}(X)\otimes \mathbb {Q} \simeq H_{r}(X;\mathbb {Q} )}
induziert.